# Церковь Успения Пресвятой Богородицы (Стружаны)
Церковь Успения Пресвятой Богородицы — православный храм Клепиковского благочиния Касимовской епархии. Расположен в селе Стружаны Клепиковского района Рязанской области, на берегу озера Сокорево, через которое протекает река Пра.

## История
В 1676 году в селе значилась Воскресенская церковь.
В 1740 году Воскресенская церковь сгорела, и в 1746 году была построена новая с таким же наименованием. В 1782 году построена колокольня
Деревянная Успенская церковь была построена в 1798 году.
По данным 1883 года в состав прихода входило 27 деревень.
В 1910 году деревянная Успенская церковь была продана в село Ершово. Вместо неё была построена каменная церковь Успения Пресвятой Богородицы с тремя приделами: главный — в честь Успения Божией Матери, правый — в честь Параскевы, левый в честь Иоанна Предтечи.
Время закрытия храма не установлено. В 1945 году храм был возвращён верующим.
В 1996 году церковь выгорела внутри, но была восстановлена.
К приходу относятся деревни Стружаны, Чебукино, Дунино, Беляково, Алтухово, Лебедино, Нефедово, а в последнее время и Пансурово, Аристово-Колычово, Тюково и Фомино.